# Krasimir Krastanov
Krasimir Krastanov (* 4. Oktober 1982) ist ein britischer Ringer bulgarischer Herkunft. Krastanov startet im Freistil in der Kategorie bis 55 kg.

## Leben
2006 wurde Krastanov bei den Europameisterschaften in Moskau für Bulgarien startend Siebter. 2009 startete Krastanov bei den Ringer-Weltmeisterschaften im dänischen Herning erstmals für Großbritannien. Nach drei Siegen und zwei Niederlagen (gegen den späteren Weltmeister Yang Kyong-il aus Nordkorea und Riswan Gadschijew aus Belarus) erreichte er den fünften Rang.
Der 1,62 Meter große Krastanov ist Mitglied der Manchester Wrestling Academy.
| Personendaten    | Personendaten                           |
| ---------------- | --------------------------------------- |
| NAME             | Krastanov, Krasimir                     |
| ALTERNATIVNAMEN  | Krastanow, Krasimir                     |
| KURZBESCHREIBUNG | britischer Ringer bulgarischer Herkunft |
| GEBURTSDATUM     | 4. Oktober 1982                         |